# P. C. Wren
Percival Christopher Wren (1885, Devon, Inglaterra - 22 de novembro de 1941, Londres), mais conhecido como P. C. Wren, foi um militar e escritor britânico, autor de novelas de aventuras. Seu livro mais conhecido é Beau Geste, adaptado varias vezes para o cinema.

## Obras publicadas
- The Indian Teacher's Guide to the Theory and Practice of Mental, Moral, and Physical Education (1910 Bombay)
- Indian School Organization, Management, Discipline, Tone, and Equipment, Being the Indian Headmaster's Guide (1911 Bombay)
- The Direct Teaching of English in Indian Schools (1911 Bombay)
- Dew and Mildew: Semi-Detached Stories from Darabad, India (1912 UK)
- Chemistry and First Aid for Standard VII with H.E.H. Pratt (1913 Bombay)
- Father Gregory; or, Lures and Failures: A Tale of Hindustan (1913 UK/1926 USA)
- Physics and Mechanics with N.B. Macmillan (1914 Bombay)
- Snake and Sword (1914 UK)
- The Wages of Virtue (1916 UK/1917 USA)
- Driftwood Spars (1916 UK/1927 USA)
- Stepsons of France (1917 UK/1917 USA)
- The Young Stagers, Being Further Faites and Gestes of the Junior Carlton Club of Karabad, India… (1917 UK/1926 USA)
- Cupid in Africa; or, The Making of Bertran in Love and War - A Character Study (1920 UK)
- With the Prince through Canada, New Zealand, and Australia (1922 Bombay)
- The Snake and the Sword (1923 USA), reprint of 1914 text
- Beau Geste (1924 UK/1925 USA)
- Beau Sabreur (1926 UK/USA)
- Dew and Mildew: A Loose-Knit Tale of Hindustan (1927 USA), reprint of 1912 text
- Beau Ideal (1928 UK/USA)
- Good Gestes: Stories of Beau Geste, His Brothers, and Certain of Their Comrades in the French Foreign Legion (1929 UK/USA)
- Soldiers of Misfortune: The Story of Otho Belleme (1929 UK/USA)
- Mysterious Waye: The Story of "The Unsetting Sun" (1930 UK/USA)
- The Mammon of Righteousness: The Story of Coxe and the Box (1930 UK/USA)
- Sowing Glory: The Memoirs of Mary Ambree, The English Woman-Legionary (1931 UK/USA)
- Valiant Dust (1932 UK/USA)
- Action and Passion (1933 UK/USA)
- Flawed Blades: Tales from the Foreign Legion (1933 UK/USA)
- Beggars' Horses (1934 UK)
- Port o' Missing Men: Strange Tales of the Stranger Regiment (1934 UK/1943 USA)
- Sinbad the Soldier (1935 UK/USA)
- Explosion (1935 UK)
- Spanish Maine (1935 UK) Published as The Desert Heritage in USA
- Fort in the Jungle: The Extraordinary Adventures of Sinbad Dysart in Tonkin (1936 UK/USA)
- Bubble Reputation (1936 UK) Published as The Cortenay Treasure in USA
- The Man of a Ghost (1937 UK) Published as The Spur of Pride in USA
- Worth Wile (1937 UK) Published as To the Hilt in USA
- Cardboard Castle (1938 UK/USA)
- Rough Shooting: True Tales and Strange Stories (1938 UK/1944 USA)
- Paper Prison (1939 UK) Published as The Man the Devil Didn't Want in USA
- The Disappearance of General Jason (1940 UK)
- Two Feet from Heaven (1940 UK/1941 USA)
- Odd - But Even So: Stories Stranger Than Fiction (1941 UK/1942 USA)
- The Uniform of Glory (1941 UK)
- The Dark Woman (1943 USA), re-impressão 1934 UK texto Beggar' Horses
- The Hunting of Henri (1944 UK), re-impressão de conto
- Stories of the Foreign Legion (1947 UK), re-impressão de contos
- Dead Men's Boots and Other Tales from the Foreign Legion (1949 UK), re-impressão de contos